# Doñana-katasztrófa
A Doñana-katasztrófa, mely ismert még aznalcóllari vagy Guadiamar-katasztrófaként is (spanyolul: Desastre de Aznalcóllar, Desastre del Guadiamar), egy ipari baleset volt Andalúziában, Spanyolország déli részén. 1998. április 25-én a Los Frailes bánya zagytárolójának gátja átszakadt a Sevilla tartományban található Aznalcóllar mellett, ami következtében 4-5 millió köbméter iszap jutott ki a természetbe. A maró hatású, veszélyes mennyiségű nehézfémet tartalmazó iszap elérte a közeli Agrio folyót, és annak mellékfolyóját a Guadiamart. Az iszap 40 km-es távolságra is eljutott mire sikerült megállítani. Az esetet súlyosbította, hogy a Guadiamar folyó táplálja friss vízzel a Európa egyik legnagyobb, az UNESCO által világörökségként számon tartott nemzeti parkját, a Doñana Nemzeti Parkot. A helyreállítási munka három éven át tartott, és mintegy 240 millió euróba került.
A Los Frailes Bánya tulajdonosa a Boliden-Apirsa (korábban Andaluza de Piritas, S.A.), a spanyol leányvállalata a Bolidennek, ahol évente kb. 125 000 tonna cink és 2,9 millió uncia (Troy uncia) ezüst kitermelése folyt.

## Előzmények
Az üzemeltetés első évében, 1997-ben a Boliden Ltd négymillió tonna ércből 180 000 tonna cinket, ólmot, rezet és ezüstöt termelt ki.

## A nemzeti park
A Doñana Nemzeti Park a portugál határtól keletre, Andalúzia két tartománya, Huelva és Sevilla között terül el. Híres a széles biodiverzitásáról, a különleges lagúnáiról, mocsarairól, a dűnéiről, sűrű erdeiről, és bozótosairól. A park Európa egyik legjobban ismert természetvédelmi területeinek egyike. Az UNESCO biorezervátumnak jelöltette, vízi élővilágát a Ramsari egyezmény, és UNESCO világörökségi státusz védi. Gazdag és részletes írásos feljegyzések vannak 700 évre visszamenőleg a hely történelmi eseményeiről.
Mivel ez a világ egyik legnagyobb természeti rezervátuma, így rengeteg madárfaj élőhelye is. Az elhelyezkedésének köszönhetően, Afrika és az európai kontinens belső területeinek közelsége folytán, évente több mint félmillió madár tölti itt a telet, és valószínűleg az európai madárfajok fele megfordult már itt.

## Környezeti károk
Az ökológiai katasztrófát a folyó élővilágából semmi sem élte túl az erősen maró zagy miatt, mely szulfidok kíséretében ólmot, rezet, cinket, kadmiumot, és még további fémeket tartalmazott. Az ipari katasztrófa súlyos környezeti hatásokkal járt, nehezen követhető és nehezen megállítható mérgezési hullámot indított. A nagymértékű nehézfémszennyezés leülepedett a talajba, a folyók, és a tavak medreibe, és a táplálékláncon keresztül beépült a vadvilágba állományába is. Az erdőkben és mocsarakban közel 300 madárfaj költ, táplálkozik, vagy pihen meg vándorlása során útban Észak-Európa és Afrika között. Azonban a madarak vonulásának könnyet véget vethet, hogy a gátszakadás közel 2000 madarat, fiókát, tojást, fészket pusztított el, és több mint 25 000 kiló döglött halat gyűjtöttek össze utána.

## Gazdasági következmények
A kanadai-svéd Boliden Ltd. tulajdonában lévő bánya több, mint 52 millió dollárt költött helyreállítási munkákra, és a termelők kártalanítására az odavesztett termény miatt. A helyreállítási munkálatok során az összegyűjtött szennyeződés nagy része el lett temetve egy nagy árokba. Így, az érintett területek nagy részét sikerült megtisztítani. Mivel ez volt az ország legnagyobb környezeti katasztrófája, a spanyol vezetés úgy döntött, hogy további 360 millió eurót költ a környezet helyreállítására.

## Tervek
Annak ellenére, hogy a Doñana katasztrófa Európa egyik legborzasztóbb katasztrófája volt, fontolgatják a bánya újbóli megnyitását. A mérleg egyik oldalán a több ezer költözőmadár, mely átvonul ezen a területen, a másik oldalán közel 1000 értékes állás van. Mindazonáltal a bánya újranyitása közel sem egy egyszerű folyamat, mint ahogy az újranyitásnak sem kell újabb gátszakadáshoz vezetnie. Bárhogy is legyen, Andalúzia Innovációs, Ipari és Energetikai Főtitkára, Vicente Guerrero szerint, a bányászati jogokat csakis egy modern technológiát alkalmazó bányára adják ki. A spanyolok leginkább egy olyan technológiát szeretnének, mely nem alkalmaz folyadékokat a fémek kinyerésére, ily módon elkerülhető lenne a veszélyes és mérgező iszap keletkezése.

## Fordítás
- Ez a szócikk részben vagy egészben  a   Doñana_disaster című angol Wikipédia-szócikk ezen változatának fordításán alapul.  Az eredeti cikk szerkesztőit annak laptörténete sorolja fel. Ez a jelzés csupán a megfogalmazás eredetét és a szerzői jogokat jelzi, nem szolgál a cikkben szereplő információk forrásmegjelöléseként.

## Kapcsolódó szócikk
- Ajkai vörösiszap-katasztrófa